# 카를로스 웨스텐도르프

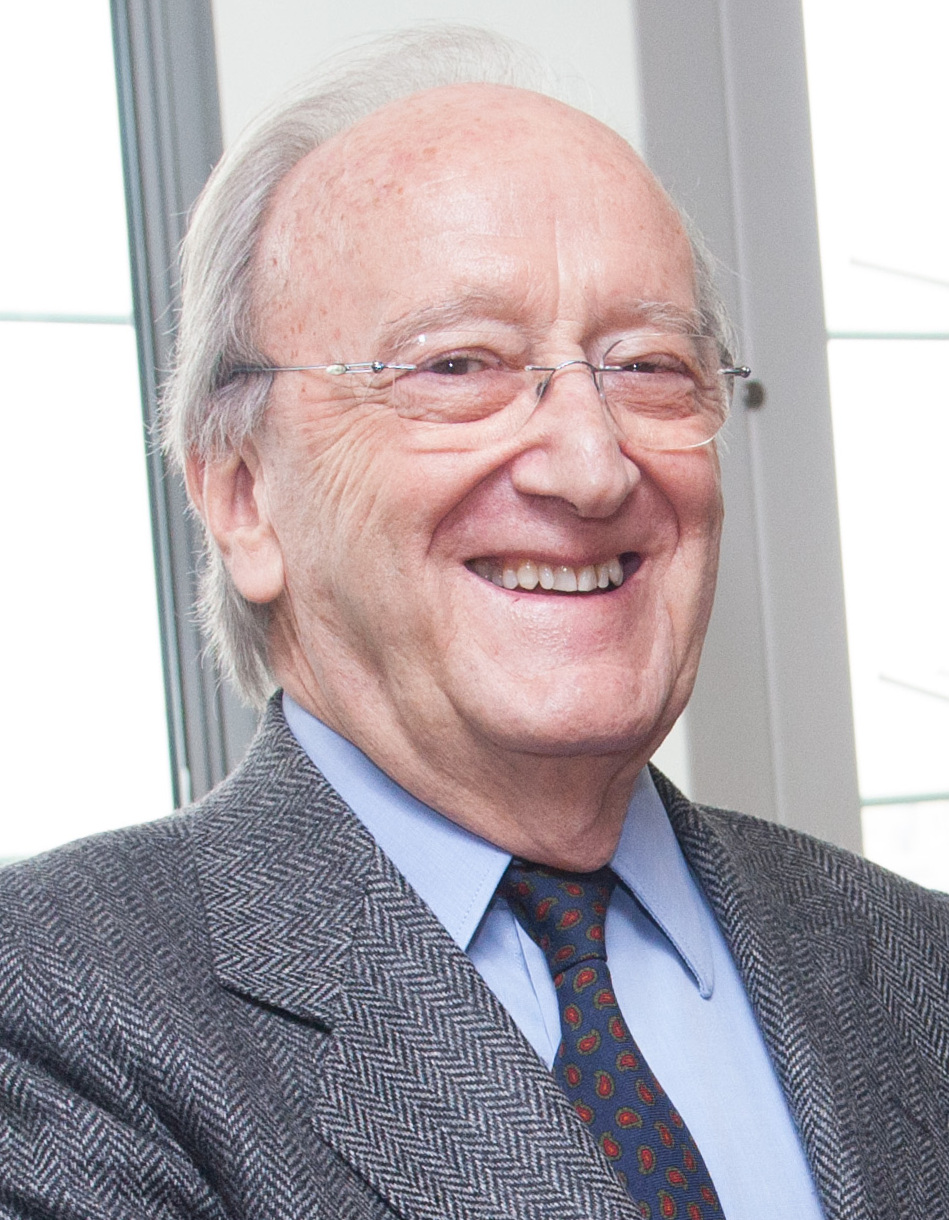
카를로스 웨스텐도르프

카를로스 웨스텐도르프 이 카베사(스페인어: Carlos Westendorp y Cabeza, 1937년 1월 7일 ~ )는 스페인의 외교관이다. 스페인 외무부 장관, 보스니아 헤르체고비나의 고위대표를 역임했다.

## 생애
1937년 1월 7일에 마드리드에서 태어났으며 1966년에 스페인 외무부에 취직하면서 해외에서 여러 업무를 수행했다. 1966년부터 1969년까지 브라질 상파울루 주재 스페인 부총영사를 역임했고 1975년부터 1979년까지 네덜란드 헤이그 주재 스페인 대사관 경제·상무 담당 참사관으로 근무했다. 그 외에 1969년부터 1975년까지 스페인 외교학교 경제학과 학장을 역임했다. 웨스텐도르프는 자신의 이력 가운데 상당 부분을 스페인이 유럽 공동체에 통합하는 과정에 바쳤다.
1979년부터 1985년까지 스페인 유럽부에서 장관 보좌관, 장관 사설 실장, 사무총장 등을 거쳐 스페인의 유럽 공동체 가입 협상을 담당하는 기술팀을 지휘했다. 1986년에 스페인이 유럽 경제 공동체에 가입하면서 유럽 연합 주재 스페인 상임대표(임기: 1985년 12월 31일 ~ 1991년 3우러 16일)를 역임했다. 1989년에는 스페인이 유럽 경제 공동체 이사회 의장국을 역임하던 동안에 상임대표위원회 위원장을 역임했다.
1991년 3월 16일부터 1995년 12월 23일까지 스페인 유럽 경제 공동체국장을 역임했고 1995년에는 스페인이 유럽 연합 이사회 의장국을 역임하던 과정에 참여했다. 1995년 12월 18일부터 1996년 5월 5일까지 펠리페 곤살레스 총리 내각에서 스페인 외무부 장관을 역임했으며 1996년 5월에는 유엔 주재 스페인 대사로 임명되었다. 1997년 6월 18일부터 1999년 8월 17일까지 보스니아 헤르체고비나의 제2대 고위대표를 역임하면서 데이턴 협정의 이행을 감독하는 임무를 수행했다. 또한 보스니아 헤르체고비나의 새로운 국기, 국가 제정 과정에도 참여했다.
1999년 7월 20일부터 2003년 6월 10일까지 스페인의 유럽 의회 의원을 역임하면서 유럽 의회 산업, 무역, 에너지, 연구 담당 위원회 위원장을 역임했다. 2003년에는 마드리드 지방 의회 의원으로 선출되었고 사회당 그룹에서 경제 담당 의장을 역임했다. 2004년 8월 12일부터 2008년 8월 21일까지 미국 주재 스페인 대사를 역임했고 톨레도 평화 센터의 공동 설립자, 전무 이사, 이사회 위원을 역임했다.